# Áldjad, ember, e nagy Jódat
Az Áldjad, ember, e nagy Jódat az Oltáriszentségről szóló egyházi népének. Dallama több változatban található meg a XVII. századi kéziratos Magyar Cantionale-ben és Kovács Márk Énekeskönyvében. Az e szócikkbeli dallamot Harmat Artúr egységesítette a változatok egybevetésével a Szent vagy, Uram! című népénektár számára.
Az Áldjad, ember, e nagy Jódat szöveg Szentmihályi Mihály Énekeskönyvében jelent meg.
Ugyanennek a dallamnak több más szövege is van.
Az Az esztendő fordulóján és a Áldunk, Isten jó szolgája kezdetű szöveget Tordai Ányos írta. Előbbit év végi hálaadáskor, utóbbit Szent József tiszteletére éneklik.
A Két oszlopa igazságnak és az Igaz hitnek plántálója kezdetű szöveg a már említett Magyar Cantionaléban található. Az előbbi Szent Péterről és Pálról, az utóbbi Szent Istvánról szól.
Feldolgozás:
| Szerző       | Mire        | Mű                                       |
| ------------ | ----------- | ---------------------------------------- |
| Bárdos Lajos | egynemű kar | Musica Sacra II/2 Igaz hitnek plántálója |

## Kotta és dallam
| Itt lelkünknek orvoslója, Bús szívünknek vidítója, Elrejtezett kenyérszínben, édes Jézus, Az oltári nagy Szentségben, áldott Jézus. | Ember, higgy az Úr szavának, Csalhatatlan mondásának, Teste étel, azt tanítja, édes Jézus, Vére ital, bizonyítja, áldott Jézus.  | Nem emléke szent testének, Nem csak jele szent vérének, Igaz teste ez, úgy mondá, édes Jézus, És vérének nyilván vallá, áldott Jézus. |
| Itt van tehát istensége, S evvel együtt embersége, Kérésünket meghallgatja, édes Jézus, És bűnünket megbocsátja, áldott Jézus.      | Kérjük, adja ránk áldását, Irgalmának kútforrását, Legyen velünk a végórán, édes Jézus, S üdvözítsen holtunk után, áldott Jézus. | |

## Az esztendő fordulóján
| Az esztendő fordulóján Összegyűltünk mind ez órán, Oltárodnál leborulunk hál'adásra, Mindentudó színed előtt számadásra.  | A múló év minden napja Kegyelmedet megmutatja. Testi-lelki bajainkban gyógyítottál, Haláltestvér karjaitól megtartottál.                | A mezőket te ruházod, Ég madarát te táplálod; Nem engedtél elpusztulni árván minket, És megadtad mindennapi kenyerünket.                 |
| Könnyeinket szárítgattad, Homlokunkat simogattad, Ha tévedtünk, a jó útra rátereltél, Ha elestünk, irgalmasan fölemeltél. | Hálásan hát megfogadjuk, Törvényedet el nem hagyjuk, Új esztendő minden napján légy mellettünk, Hogy a bűnnek szeplője se érje lelkünk. | S ha majd eljön a végóra, Ajkunk nyílik búcsúszóra, Hozzád vigye lelkünket az őrzőangyal, Hol nincsen nap, nincsen éj, csak örök hajnal. |

## Két oszlopa igazságnak
| Két oszlopa igazságnak, Két csillaga e világnak. Imádjátok Istent értünk, Péter és Pál, Hadd jöjjön el ő országa közibénk már! | Ti a szent hit ültetői, Pogány Róma új szülői. Imádjátok Istent értünk, Péter és Pál, Hadd jöjjön el ő országa közibénk már!  | Jézus drága szent nevéért Ontottatok Rómában vért. Imádjátok Istent értünk, Péter és Pál, Hadd jöjjön el ő országa közibénk már! |
| Örök immár koronátok, Jézus szava boldogságtok. Imádjátok Istent értünk, Péter és Pál, Hadd jöjjön el ő országa közibénk már!  | Tanítástok hitünk őre, El ne térjünk soha tőle! Imádjátok Istent értünk, Péter és Pál, Hadd jöjjön el ő országa közibénk már! | Általatok Jézust valljuk, Érettetek magasztaljuk. Imádjátok Istent értünk, Péter és Pál, Hadd jöjjön el ő országa közibénk már!  |

## Áldunk, Isten jó szolgája
| Áldunk Isten jó szolgája, Szent családnak hű sáfárja, Kire Isten megváltásunk titkát bízta, Mert a lelked igaz volt és szíved tiszta.    | Őre voltál Máriának, Tanuja szűz liljomának, Kit kertedbe Isten plántált vigyázatra, Hogy fakasszon drága bimbót áldozatja. | Betlehemnek jászolánál A Kisdedre ráhajoltál, Megmutattad pásztoroknak, királyoknak, Kit fiaik mindörökké hinni fognak.        |
| Bosszújától Heródesnek Isten Fiát védelmezted, Bujdosásban lelked retteg, tested fárad, Hogy megtartsd őt a megváltó keresztfának.       | Kit angyalok hűn szolgálnak, Intésére készen állnak, Isten Fia tenéked lett engedelmes, Alázattal szavaidra ő figyelmez.    | Két kezed munkája árán Növekedett a szent Bárány, Műhelyedet verejtékkel megszentelte, Ott készült a keresztfára áldott lelke. |
| S a keresztfán kit megváltott, Sok baj őrli e világot: Ó Szent József, Szentcsaládnak hű sáfárja, Legyen gondod Jézusod szent Egyházára! | | |

## Igaz hitnek plántálója
| Igaz hitnek plántálója, Pogányságnak megrontója, Imádd Istent érettünk, szent István király, Országodat oltalmazd, szent István király!   | Római szent igazságra, Hoztál minket nagy jóságra. Imádd Istent érettünk, szent István király, Országodat oltalmazd, szent István király!  | Köztünk szent törvényt szerzettél, Krisztus hitére vezettél. Imádd Istent érettünk, szent István király, Országodat oltalmazd, szent István király! |
| Boldog Szűznek az országod Testamentomban ajánlod. Imádd Istent érettünk, szent István király, Országodat oltalmazd, szent István király! | Hogy a pogány eltávozzék, És rajtunk ne uralkodjék. Imádd Istent érettünk, szent István király, Országodat oltalmazd, szent István király! | Dicséret Szentháromságnak, Becsület Isten Anyjának. Imádd Istent érettünk, szent István király, Országodat oltalmazd, szent István király!          |

## Felvételek
- SZVU 109 Áldjad ember e nagy jódat. YouTube. Kassa, Szemináriumtemplom (2011. március 20.)  (Hozzáférés: 2017. január 2.) (audió)
- SzVU 211. YouTube (2011. január 1.)  (Hozzáférés: 2017. január 2.) (audió) orgona
- Áldunk, Isten jó szolgája - SZENT JÓZSEF. YouTube (2013. május 17.)  (Hozzáférés: 2017. január 2.) (audió)
- Egyházi népénekek, passiók hanganyagai: Cantus Catholici - Igaz hitnek plántálója... Sulinet (Hozzáférés: 2017. január 2.) (audió)